# CP/M
CP/M, първоначално означаваща контролна програма/монитор (на английски: Control Program/Monitor) и по-късно контролна програма за микрокомпютри (на английски: Control Program for Microcomputers), е дискова операционна система за масовия пазар, създадена от Гари Килдал от Digital Research, Inc. през 1974 г. за базирани на Intel 8080 / 85 микрокомпютри. Първоначално ограничена до еднозадачна работа на 8-битови процесори и разполагаща с не повече от 64 килобайта памет, по-късните версии на CP/M имат многопотребителски вариант и по-късно мигрират към 16-битови процесори.
Комбинацията от CP/M и микрокомпютри с шина S-100 е един от първите стандарти в микрокомпютърната индустрия. Тази компютърна платформа се използва широко в бизнеса от края на 70-те до средата на 80-те години. CP/M увеличава пазарното търсене на хардуер и софтуер, като намалява значително нуждата от допълнително програмиране при инсталиране на приложение на компютър от нов производител. Важен двигател на софтуерните иновации е появата на (сравнително) евтини микрокомпютри, работещи с CP/M, тъй като независими програмисти и хакери ги купуват и споделят своите творения в потребителски групи. CP/M в крайна сметка е изместена от DOS след появата на IBM PC през 1981 г.